# 後藤正雄

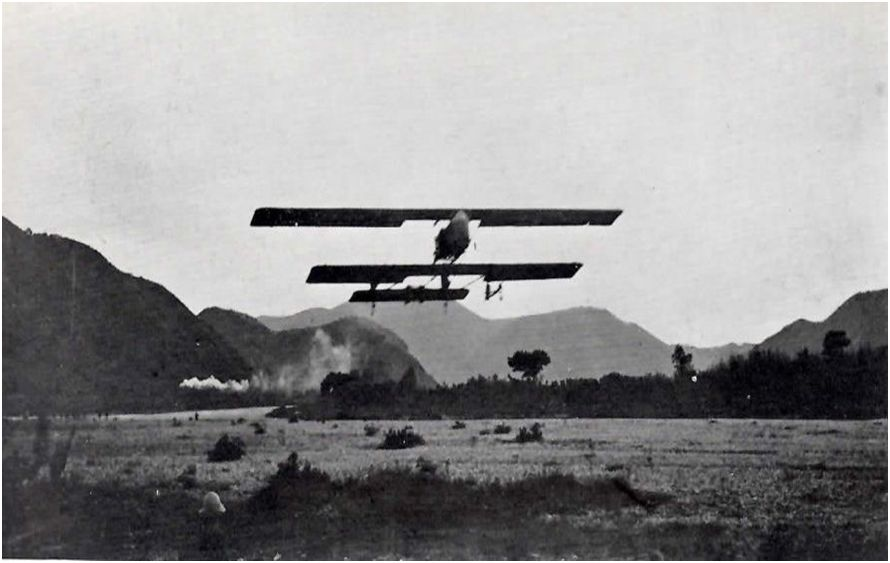

後藤 正雄（ごとう まさお、1892年 - 1972年）は、日本の飛行機操縦士、政治家。

## 来歴
兵庫県有馬郡中野村下青野（現・三田市）の出身。兵庫県立柏原中学校（現・兵庫県立柏原高等学校）から歩兵第70連隊での軍務を経て帝国飛行協会の飛行士練習生試験に合格する。第二期生として入所。1917年5月帝国飛行協会兵庫支部の要請を受け篠山練兵場から三田（現三田市下田中）までモーリスファルマン式飛行機で郷里訪問飛行を行った。1918年4月1日、所沢飛行場から大阪練兵場までの単身長距離無着陸飛行に成功する。その後、四国一周および岡山県訪問飛行を同期生の佐藤要三と成功させた。
1919年帝国飛行協会を辞職、1927年2月に郷里の中野村の村長に就任する。1943年に中野村と貴志村北部との合併を実現した。合併し誕生した村名を広野村とし初代村長を務め、村の財政立て直しに尽力した。
戦時中に翼壮支部団長をしていたため、戦後公職追放となる。
村長引退後は農業委員を長年務めた。1967年青野ダム建設計画が発表されると地元住民から反対期成同盟会の会長に推され初代会長を務めた。